# Ленинский сельсовет (Могилёвская область)
Ле́нинский сельсовет (бел.  Ленінскі сельсавет) — административно-территориальная единица Горецкого района Могилёвской области Белоруссии. Административный центр — агрогородок Ленино.

## История
Ленинский сельский Совет с центром в д. Ленино был образован в 1917 году.
Названия:
- с 1917 — Ленинский сельский Совет крестьянских депутатов
- с 14.1.1918 — Ленинский сельский Совет рабочих, солдатских и крестьянских депутатов
- с 5.12.1935 — Ленинский сельский Совет депутатов трудящихся
- с 7.10.1977 — Ленинский сельский Совет народных депутатов
- с 15.3.1994 — Ленинский сельский Совет депутатов[1].

Административная подчинённость:
- с 1917 — в Романовской волости Горецкого уезда
- с октября 1918 — в Ленинской волости
- с 20.8.1924 — в Горецком районе[1].

Часть территории сельсовета с расположенными на ней деревнями Андрюхи, Волковщина, Зайцево, Макаровка, Чашники, Шелохановка решением Могилёвского облсовета от 20.11.2013 передана в состав Паршинского сельсовета Горецкого района.

## Население
- 1999 год — 3241 человек
- 2010 год — 1880 человек

## Состав
Включает населённые пункты:
- Андеколово — деревня.
- Блажни — деревня.
- Ботвиньево — деревня.
- Дружная — деревня.
- Жевлачевка — деревня.
- Конюхи — деревня.
- Костюшково — деревня.
- Ленино — агрогородок.
- Луки — деревня.
- Моисеево — деревня.
- Николенка — деревня.
- Победная — деревня.
- Старина — деревня.
- Сысоево — деревня.
- Чистики — деревня.

### Упразднённые населённые пункты
- деревня Скаковщина[3] — исключена из учётных данных в 1978 году; родина К. Н. Бобкова (1910—1980-е), Героя Социалистического Труда (1966)[4].